# Tegenaria montigena
Tegenaria montigena är en spindelart som beskrevs av Simon 1937. Tegenaria montigena ingår i släktet husspindlar, och familjen trattspindlar. Inga underarter finns listade i Catalogue of Life.